# Дихлоро(циклооктадиен)платина
Дихлоро(циклооктадиен)платина — неорганическое соединение,
хлорид олефинового комплекса платины и циклооктадиена
с формулой PtCl2(C8H12),
белые кристаллы.

## Получение
- Реакция растворов тетрахлороплатината(II) калия и циклооктадиена-1,5 в уксусной кислоте:

{\displaystyle {\mathsf {K_{2}[PtCl_{4}]+C_{8}H_{12}\ {\xrightarrow {90^{o}C}}\ PtCl_{2}(C_{8}H_{12})\downarrow +2KCl}}}

## Физические свойства
Дихлоро(циклооктадиен)платина образует белые кристаллы.
Растворяется хлороформе, дихлорметане и нитробензоле.